# Béhasque-Lapiste
Béhasque-Lapiste (baskisch Behaskane-Laphizketa) ist eine französische Gemeinde mit 505 Einwohnern (Stand 1. Januar 2022) im Département Pyrénées-Atlantiques in der Region Nouvelle-Aquitaine. Die Gemeinde gehört zum Arrondissement Bayonne und zum Kanton Pays de Bidache, Amikuze et Ostibarre (bis 2015: Kanton Saint-Palais).
Die Bewohner werden Behaskandar und Laphizketar genannt.

## Geographie
Béhasque-Lapiste liegt ca. 60 km südöstlich von Bayonne und unweit von Saint-Palais im Landstrich Pays de Mixe in der historischen Region Nieder-Navarra im französischen Teil des Baskenlands.
Umgeben wird der Ort von den Nachbargemeinden:
|              | Aïcirits-Camou-Suhast Arbérats-Sillègue     |                   |
| Saint-Palais | Kompassrose, die auf Nachbargemeinden zeigt | Domezain-Berraute |
|              | Larribar-Sorhapuru                          |                   |

Béhasque-Lapiste liegt im Einzugsgebiet des Adours. Einer seiner Nebenflüsse, die Bidouze durchquert das Gemeindegebiet. Einer ihrer Zuflüsse, der Chichan Erreka, mündet in die Bidouze in Béhasque-Lapiste.

## Geschichte
Ein befestigtes Lager aus der Frühgeschichte im Ortsgebiet belegt die frühe Existenz von Bewohnern. 
Béhasque erscheint in den Schriften unter den Toponymen Befasquen (1120), Sanctus Petrus de Behaschen (1120), Basquan (1344), Beasquen (1350), Behasquen (1513, Urkunden von Pamplona) Behascan (1621, nach Martin de Viscay). Lapiste erscheint in den Formen Sancta Maria de Lepiste (1160), L'Apisto und Lapiste (1350 und 1413), Lapista (1513, Urkunden von Pamplona). Auf der Karte von Cassini 1750 ist der Ortsteil Béhasque als Behasquen eingetragen, Lapiste seitdem unter dem heutigen Toponym. Béhasque wird als Behasque während der Französischen Revolution 1793 geführt und während des Französischen Konsulats acht Jahre später.
Nach der Französischen Revolution residierte ein einziger Pfarrer in Lapiste und die beiden Kirchengemeinden wurden 1803 zusammengeschlossen, bevor am 16. Oktober 1842 schließlich die beiden Dörfer administrativ zusammengeführt wurden.

### Einwohnerentwicklung
Nach einem vorläufigen Höchststand von etwas über 400 Einwohnern beim Zusammenschluss der beiden ehemaligen Kommunen ist die Zahl bis zu den 1950er Jahren um ca. 40 % zurückgegangen. Bis zu den 1970er Jahren verdoppelte sich die Einwohnerzahl, sank erneut um ca. 20 % in den folgenden 15 Jahren, um danach bis heute wieder zu steigen.
| Jahr      | 1962 | 1968 | 1975 | 1982 | 1990 | 1999 | 2006 | 2009 | 2022 |
| --------- | ---- | ---- | ---- | ---- | ---- | ---- | ---- | ---- | ---- |
| Einwohner | 243  | 402  | 485  | 436  | 386  | 415  | 435  | 439  | 505  |

Ab 1962 offizielle Zahlen ohne Einwohner mit Zweitwohnsitz

## Sehenswürdigkeiten

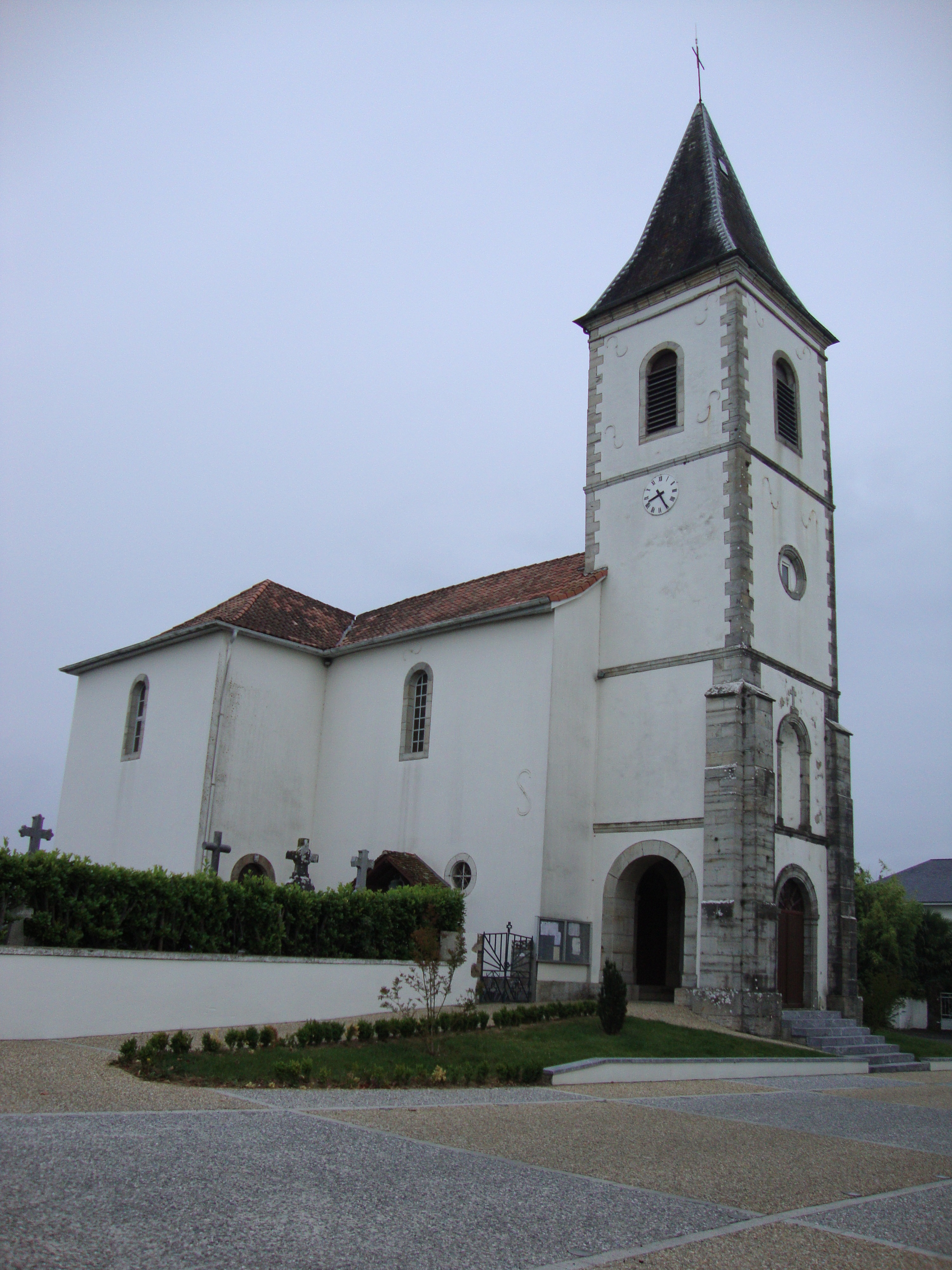
Kirche Saint-Pierre in Béhasque

- Kirche in Béhasque, gewidmet dem Apostel Simon Petrus. Wie aus den Schriften ersichtlich, gab es bereits im 12. Jahrhundert eine Kirche, deren Zustand sich nach der Französischen Revolution verschlechterte, so dass die Gemeinde sich zu einem Neubau entschloss, der zwischen 1857 und 1869 durchgeführt wurde. 1884 wurde der Kirchturm über dem Eingang in einem Unwetter stark beschädigt, dass er zwischen 1897 und 1898 neu gebaut wurde. In diesem Zug wurden auch die Wände des Kirchenschiffs restauriert. Diese Arbeiten wurden durch den im 19. Jahrhundert aufkommenden neogotischen Stil beeinflusst. Auf dem angrenzenden Friedhof ist eine der ältesten scheibenförmigen Grabstelen des Baskenlands anzutreffen. Sie ist auf das Jahr 1630 datiert und trägt den Namen der Verstorbenen: „Catalina Delitxa“. Diese in der damaligen Zeit beliebten Grabstelen erinnern an die frühgeschichtliche Traditionen im Baskenland.[9][10]
- Kapelle von Lapiste. Wie auch diesmal aus den Schriften ersichtlich, gab es bereits im 12. Jahrhundert an dieser Stelle eine Kirche, die Mariä Himmelfahrt gewidmet war. Ein Eremit hat sich einst ebenfalls hierher zurückgezogen. Seit dem Zusammenschluss der Gemeinden hat die Kapelle ihre Funktion als Ortskirche an die größere Kirche Saint-Pierre in Béhasque abtreten müssen. Sie wurde 1973 profaniert und an einen privaten Besitzer verkauft.[11]
- Furt von Quinquil über die Bidouze. Sie könnte einen Teil der alten Strecke von Mauléon nach Saint-Palais bilden, die als Zubringer der Via Podiensis, einer der Jakobswege nach Santiago de Compostela diente. Der Zeitpunkt der Entstehung der Furt ist ungewiss. Sie wird aus flachen Steinblöcken im Flussbett der Bidouze gebildet, die auf ungefähr 30 m Breite gestaut wird.[12]

## Wirtschaft und Infrastruktur

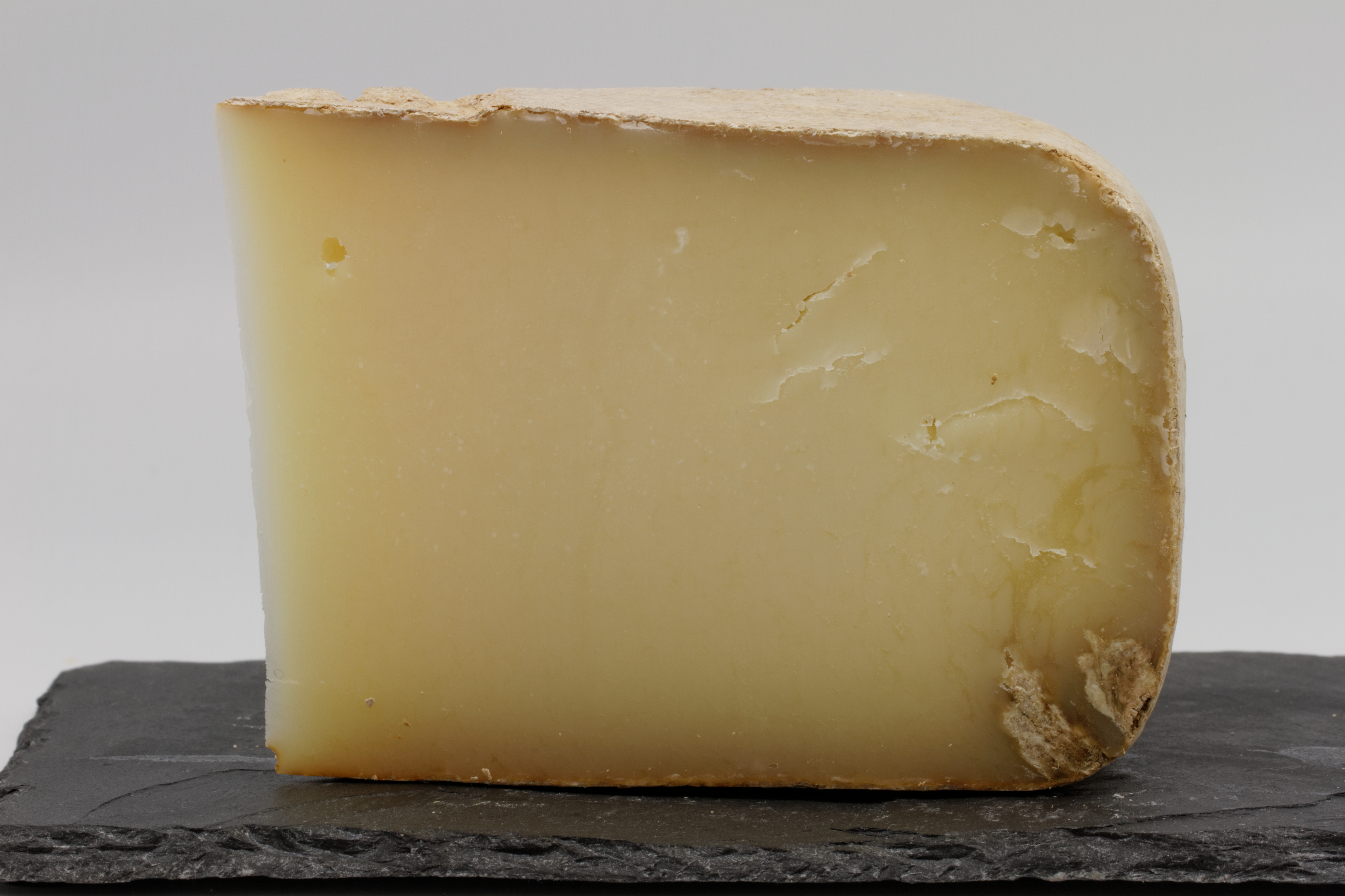
Ossau-Iraty

Schwerpunkte der Wirtschaft sind die Landwirtschaft und der Handel- und Dienstleistungssektor. Béhasque-Lapiste liegt in den Zonen AOC des Ossau-Iraty, ein traditionell hergestellter Schnittkäse aus Schafmilch, sowie der Schweinerasse und des Schinkens „Kintoa“.

### Verkehr
Béhasque-Lapiste ist angeschlossen an die Route départementales 11, 933 (ehemalige Route nationale 133) und 2933. Eine Linie des Busnetzes Transports 64, die von Bayonne über Saint-Palais nach Tardets-Sorholus führt, verbindet den Ort mit anderen Gemeinden des Départements.

## Persönlichkeiten
Érick Maurel, geboren 1960, Schriftsteller und Rechtsgelehrter, wohnte in Béhasque-Lapiste 1976 und von 1981 bis 1983. Er ist Autor von den Werken Paroles de procureur und Environnement et médiation pénale.